# Detectiv particular
Un detectiv particular este o  persoană calificata care poate fi angajată de alte persoane sau companii pentru a conduce investigații particulare. În România, activitățile detectivilor particulari de desfășoară în condițiile legii 329/2003. Legea prevede că, fără să aducă atingere dreptului la viață intimă, familială și privată sau altor drepturi și libertăți fundamentale, detectivii particulari desfășoară activități specifice de investigare, care pot fi legate de: 
- conduita și moralitatea publică a unei persoane;
- date privind solvabilitatea ori seriozitatea unei persoane fizice sau juridice, potențială parteneră într-o afacere;
- persoanele dispărute de la domiciliu;
- bunurile care fac obiectul unor litigii de natură civilă sau penală înstrăinate în scopul prejudicierii intereselor unei părți în proces;
- asigurarea protecției împotriva scurgerii unor informații din sfera vieții private sau a activității operatorilor economici care doresc să păstreze confidențialitatea acestora;
- alte investigații, care nu contravin cu legislația în vigoare.

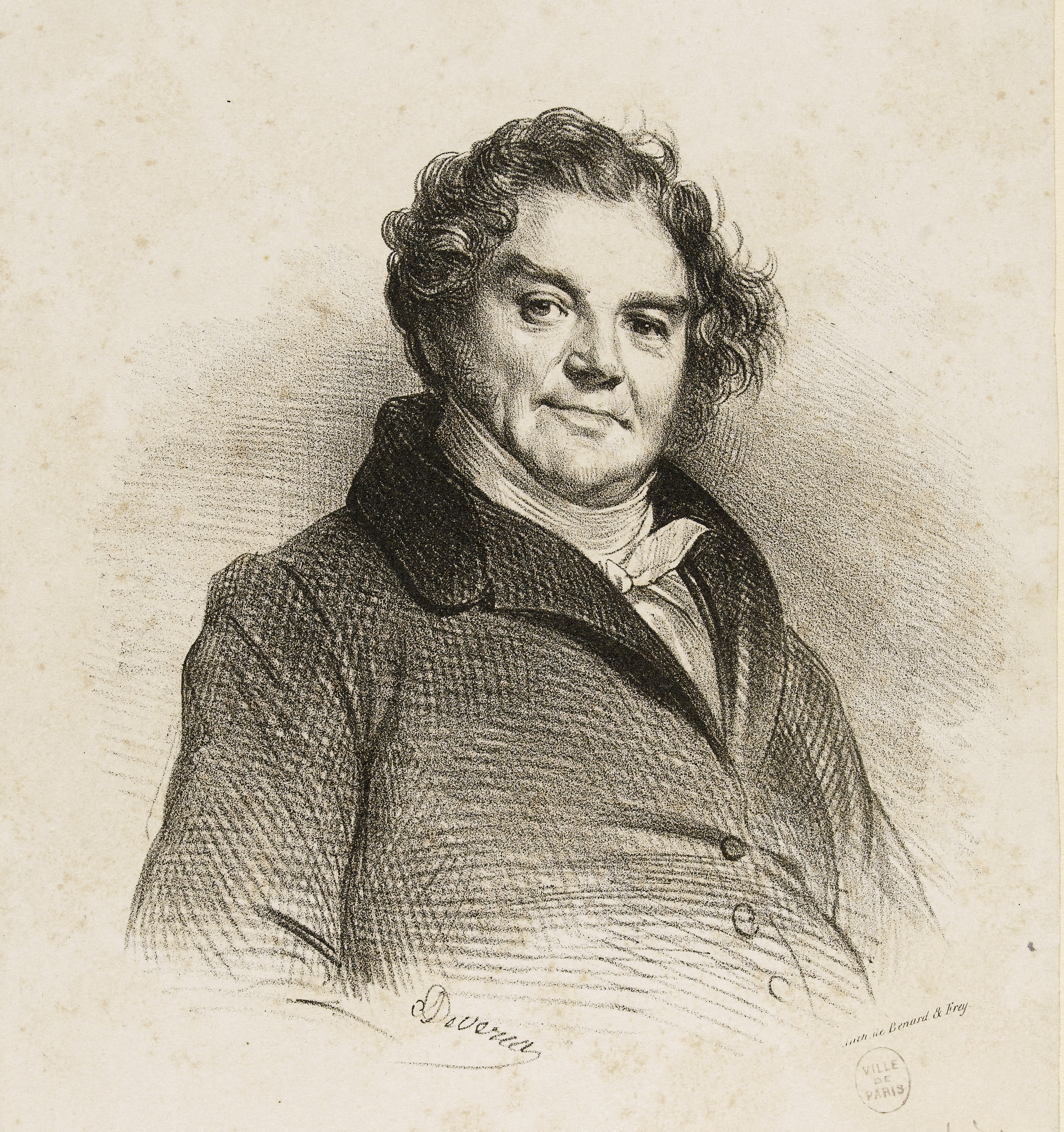
Portretul lui Eugène François Vidocq, primul detectiv particular. Opera pictorului și litografului francez Achille Devéria

Pentru ca o persoană să poată deveni detectiv particular în România, aceasta trebuie să aibă cetățenie Română sau a unui stat din Uniunea Europeană sau din Spațiul Economic European, să fie aptă din punct de vedere medical, să nu fi fost condamnată pentru infracțiuni săvârșite cu intenție și să nu desfășoare o activitate care implică exercițiul autorității publice. De asemenea, trebuie să aibă studii medii și să fi absolvit o școală postliceală de detectivi, să fi îndeplinit funcția de polițist sau lucrător în instituții publice din domeniul apărării, ordinii publice sau siguranței naționale, sau să fie absolventă a unei instituții de învățământ superior. Detectivii particulari trebuie să promoveze și examenul de atestare a calității de detectiv particular, administrat de inspectoratului de poliție județean sau al Direcției generale de poliție a municipiului București.
Activitatea detectivului particular nu poate fi contrara reglementarilor legale interne sau celor internaționale la care România este parte, siguranței naționale, ordinii publice ori bunelor moravuri. Astfel, un detectiv particular nu poate conduce o investigație cu privire la activitatea personalului reprezentanțelor diplomatice, a organizațiilor internaționale sau a acțiunilor desfășurate în interesul autorităților publice.
Un detectiv particular poate sa lucreze în formă de cabinet particular sau într-o societate comercială, care are ca activitate principală această ocupație.
Primul detectiv particular este considerat Eugène François Vidocq (1775-1857), a cărui viață a inspirat lucrările unor scriitori ca Victor Hugo, Edgar Allan Poe sau  Honoré de Balzac.